# الشرڭي
الشرڭي هي شركة مغربية متخصصة في إنتاج الحليب ومشتقاته، وعصير الفواكهو مقرها الضويات قرب مدينة فاس

## أنظر أيضا
- كوباك
- سنطرال دانون